# Paul Zindel
Paul Zindel (n. 15 mai 1936, Tottenville⁠(d), Staten Island, New York, SUA – d. 27 martie 2003, New York City, New York, SUA) a fost un dramaturg, romancier și educator american. Acesta a scris în 1964 The Effect of Gamma Rays on Man-in-the-Moon Marigolds, prima sa piesă de teatru, care în 1977 a fost ecranizată pentru televiziunea română sub numele Efectul razelor gamma asupra anemonelor. De asemenea, această piesă a fost ecranizată în 1972, filmul omonim fiind regizat de Paul Newman.

## Piese de teatru
- The Effect of Gamma Rays on Man-in-the-Moon Marigolds (Efectul razelor gamma asupra crăițelor)
- Let Me Hear You Whisper
- The Ladies Should Be in Bed
- And Miss Reardon Drinks A Little
- The Secret Affairs of Mildred Wild
- Every 17 Minutes the Crowd Goes Crazy
- Ladies at the Alamo

## Scenarii
- Let Me Hear You Whisper - 1969
- Mame - 1974
- Up the Sandbox - 1972
- Maria's Lovers - 1984
- Runaway Train - 1985
- Babes in Toyland - 1986
- Alice in Wonderland - 1985
- A Connecticut Yankee in King Arthur's Court - 1989

## Vezi și
- Listă de piese de teatru americane